# Norðragøta
Norðragøta is een dorp dat behoort tot de Eysturkommuna, een gemeente in het oosten van het eiland Eysturoy op de Faeröer. Tot 1 januari 2009 hoorde het bij de Gøtu kommuna. Deze gemeente ging op die dag samen met de aangrenzende Leirvíkar kommuna tot de huidige gemeente.
Norðragøta heeft 548 inwoners. De postcode is FO 512. Er is ook een voetbalclub actief in Norðragøta die speelt onder de naam Víkingur Gøta (voorheen GÍ Gøta). Norðragøta wordt vaak ook gewoon Gøta genoemd.

## Norðragøta in de Faereyingasaga
Het plaatsje Norðragøta speelde een belangrijke rol in de geschiedenis van de Faeröer. Een van de hoofdrolspelers uit de Faereyingasaga, Tróndur Gøtuskegg genaamd, was in Norðragøta woonachtig.
Tróndur Gøtuskegg (ook bekend als Tróndur í Gøtu) was een heidense Viking aanvoerder die gedurende een bepaalde tijd over het gehele eiland heerste. In de sage wordt Tróndur weergegeven als de slechterik terwijl Sigmundur Brestisson de held is. Sigmundur kerstende de Faeröer in opdracht van de koning van Noorwegen.

## Blásastova
Oude huizen hebben op de Faeröer allemaal een eigen naam, zo ook het oudste huis van het dorp Norðragøta: Blásastova. In Norðragøta is er een museum met de naam Blásastova (zie externe links onderaan de pagina).